# Sóc cổ vàng
Sóc cổ vàng, tên khoa học Sciurus gilvigularis, là một loài động vật có vú trong họ Sóc, bộ Gặm nhấm. Loài này được Wagner mô tả năm 1842. Chúng là loài đặc hữu của Nam Mỹ, được tìm thấy chủ yếu ở Brasil, Guyana và Venezuela.